# Fajszi Károly
Fajszi Károly (Fülöpszállás, 1911. április 25. — Budapest, 2004. február 3.) magyar bibliográfus, könyvtáros, könyvgyűjtő és eszperantista. A Fajszi-gyűjtemény megalkotója.

## Élete
Fülöpszálláson iparoscsaládban született; édesapja asztalos volt, aki az ipar mellett földet is művelt, hogy eltartsa családját. Fajszi Károly Kunszentmiklósra járt gimnáziumba, és ott érettségizett. Tanulmányait ezután a kecskeméti Református Jogakadémián folytatta. 1936-ban önként megszakította felsőfokú tanulmányait, mivel egyházi feljebbvalói nemtetszéssel fogadták március 15-i beszédét. „Bűne” az volt, hogy szóba hozta a diákság, a fiatal értelmiségiek nehéz anyagi körülményeit. Később abszolvált ugyan, de nem szerezte meg az oklevelet.
Sokáig alkalmi munkákból élt, majd a második világháború idején behívták katonának. Harcolt a fronton, és hadifogságba esett. 1948-ban érkezett haza egy Kijev melletti tiszti hadifogolytáborból. Budapesten a Magyar Postán kapott állást a távközlés területén; ott dolgozott több mint három évtizedet, végül 60 éves korában az egyik budapesti ÁFÉSZ gazdasági tanácsadójaként 1971-ben vonult nyugdíjba. Feleségével négy gyermeküket nevelték fel.

## Munkássága
50 éves korában tanulta meg az eszperantó nyelvet: szeretett volna eszperantó nyelven könyveket olvasni, de nem volt könnyű hozzájutnia, ezért elkezdte beszerezni azokat elsősorban idős eszperantistáktól és ha tudta, külföldről is. 1966-ban már részt vett a Budapesten megrendezett 51. Eszperantó Világkongresszus szervezésében. Alapos felkészültséggel látott neki a gyűjtőmunkának; az elsők közt volt, aki letette a felsőfokú állami nyelvvizsgát eszperantóból. 1966-tól tanította az eszperantó nyelvet; lakásán magántanítványokat is fogadott. Nyugdíjas éveiben szabályos kis magánkönyvtárat üzemeltetett pesti lakásában kutatók és szakdolgozataikat író diákok számára; feleségével együtt a könyvkötést is megtanulták, bekötötték a diákok szakdolgozatait.
Nagy sikere volt az ő mozgó kiállításainak: művelődési házakban állították ki könyveinek egy-egy válogatott részét, sok barátot szerzett így az olvasásnak és az eszperantó nyelvnek. Legnagyobb sikere 1987-ben volt, az eszperantó nyelv születésének 100. évfordulóján, amikor az Országos Széchényi Könyvtárban állították ki gyűjteményének számos jeles darabját. Gyűjteményét 2001-ben adta át az Országos Idegennyelvű Könyvtárnak, és ekkor szülőfalujába vonult vissza. Az eszperantistáknak ma is kincsesbánya a Fajszi-gyűjtemény.

## Művei (válogatás)
- Eszperantó : Kereskedelmi gyorsított tanfolyam / Fajszi Károly. Budapest : Fővárosi Tanács VB Iparcikk Kereskedelmi Iroda, 1966. [51] p.
- Az eszperantó könyv Magyarországon : [bevezető Fajszi Károly] : [Kiállítás Fajszi Károly gyűjteményéből az Országos Széchényi Könyvtárban 1987. március 17-től április 11-ig / [kiad. az Országos Széchényi Könyvtár]. Budapest : OSZK, 1987. 16 p. : ill. ISBN 963-200-234-2[2]

## Díjak, elismerések
- Munka Érdemrend arany fokozata (1987)
- A Magyar Köztársasági Érdemrend kiskeresztje (1994. augusztus 20.)